# National Olympic Committee of Solomon Islands
Das National Olympic Committee of Solomon Islands ist das Nationale Olympische Komitee der Salomonen.

## Geschichte
Das NOK wurde 1983 gegründet und am 6. Februar 1984 vom Internationalen Olympischen Komitee anerkannt.